# Araiophos eastropas
Araiophos eastropas е вид лъчеперка от семейство Sternoptychidae.

## Разпространение и местообитание
Видът е разпространен във Филипини.
Среща се на дълбочина около 200 m, при температура на водата около 18,4 °C и соленост 35,5 ‰.